# باغداسار آبدیان
باغداسار «باغدیک» نرسسی آبدیان (ارمنی: Բաղդասար "Բաղդիկ" Աբեդեան؛ زاده ۱۳۳۳) بازیکن فوتبال بازنشسته در پست ارمنی‌تبار اهل ایران است. وی به مدت ۱۸ سال در باشگاه آرارات تهران بازی کرد.

## زندگی‌نامه
متولد سال ۱۳۳۳ (۲۲ مارس ۱۹۵۶) در تهران می‌باشد. وی از سال ۱۳۵۱ عضو تیم فوتبال جوانان باشگاه فرهنگی-ورزشی آرارات ارامنه تهران شد. در سال ۱۳۵۳ به تیم بزرگسالان منتقل شد و تا سال ۱۳۶۹ به فعالیت خود ادامه داد. سال ۱۳۵۴ به عضویت تیم ملی جوانان درآمد. در همین سال با شرکت در بازی‌های برگزارشده در کویت به مقام اول دست یافت. سال ۱۳۵۵ به همراه تیم ملی جوانان ایران برای شرکت در مسابقات جوانان آسیا به تایلند رفتند و آنجا نیز به مقام اول دست یافتند. در سال ۱۳۵۶ با عضو شدن در تیم ملی امید به چین رفته و در آنجا قهرمان شدند. در سال ۱۳۶۲ عضو تیم ملی بزرگسالان ایران شد و جهت انجام چندین مسابقه به شوروی رفت. آبدیان در بازی‌های آسیایی ۱۹۸۲ دهلی عضو تیم ملی بود.
وی هم اکنون در ایالات متحده آمریکا سکونت دارد.

## باشگاهی
از باشگاه‌هایی که در توپ زده‌است می‌توان آرارات تهران را اشاره کرد.